# بیم‌ها و امیدها
«امیدها و ترس‌ها» (به انگلیسی: Hopes and Fears) آلبومی از گروه موسیقی کین است که در ۱۰ مه ۲۰۰۴ منتشر شد.